# Залізна людина 2
«Залізна людина 2» (англ. Iron Man 2) — супергеройський фільм, продовження фільму «Залізна людина» 2008 року, базованого на коміксах студії Marvel. Третій фільм Кіновсесвіту Marvel.
У Залізній людині 2 світ дізнається, що мільярдер-винахідник Тоні Старк (Роберт Дауні-молодший) насправді є броньованим супергероєм Залізною Людиною. Під тиском з боку уряду, преси та громадськості, які вимагають від Тоні поділитися своєю технологією з військовими, Залізна Людина все одно не хоче розкривати секрети броні, оскільки побоюється, що ця інформація може потрапити у ворожі руки.
Прем'єра фільму відбулась 26 квітня 2010 в Лос-Анджелесі, Каліфорнія і 28 квітня 2010 в Франції. У США фільм вийшов 7 травня, в Україні — 29 квітня.

## Сюжет
Світ дізнався, що мільйонер-винахідник Тоні Старк і є Залізна Людина. Після цього уряд США намагається дізнатися у нього секрет його костюму, обґрунтовуючи це тим, що «залізна людина» — зброя. У цей час багато країн намагаються створити костюм аналогічний «Залізній людині», але всі спроби закінчувалися провалом. На думку Старка, безпосередньої загрози тут немає і більшості країн доведеться ще років п'ять-десять працювати над цим.
Тим часом російський інженер Іван Ванко, син Антона Ванко, який працював разом з Говардом Старком, замислив помсту за вислання його батька, що співпрацював зі старковим батьком, із США. Для цього він збирає портативний атомний реактор за кресленнями свого покійного батька, який підключає до металевих батогів.
Тоні бентежить серйозна проблема, про яку знають лише він і його дворецький Джарвіс — паладій, що є паливом для реактора, який рятує йому життя, одночасно і отруює його. Разом з Джарвісом він намагався знайти елемент, здатний надійно та безпечно замінити паладій. Він розуміє, що скоро помре і починає робити божевільні вчинки: призначає Пеппер Потс замість себе на посаду генерального директора «Старк-Індастріз», кидає обов'язки Залізної людини. Врешті Старк вирішує взяти участь у перегонах «Формули-1».
На перегони потайки прибуває Іван Ванко та береться своїми електричними батогами нищити автомобілі. Завдяки запасному костюму у кейсі Старку вдається перемогти його, в результаті Івана забирають до в'язниці. Та згодом його викрадають і привозять Гаммеру, головному конкурентові Старка. Гаммер пропонує угоду: він не здасть Ванко органам правопорядку, якщо той допоможе з розробкою аналогів костюма Старка. Але той вирішує зробити замість костюмів повноцінних роботів.
Коли Тоні напивається на своєму дні народження і влаштовує погром, підполковнику Роудсу доводиться вгамовувати його бійкою, забравши запасний костюм. Чимраз більше військових тепер бачать захисником країни і миру в світі саме Роудса, а не безвідповідального Тоні. На це звертає увагу і Нік Ф'юрі з Наташею Романовою, його колеги з організації Щ. И. Т. Нік радить брати приклад з батька Тоні — Говарда Старка.
Тоні переглядає старі кінострічки, де його батько говорить про макет виставки «Старк-Експо». На одному із записів виявляється звернення Говарда до Тоні, де він показує на макет «Старк-Експо» і говорить про виняткову важливість свого проєкту, який він присвячує синові. Тоні знаходить макет і, змоделювавши його об'ємну модель, розуміє, що там зашифровано схему атома нового елемента, здатного стати нешкідливою заміною паладію. Збудувавши прискорювач часток, він синтезує шуканий елемент.
Згодом Гаммер виступає на конференції «Старк-Експо», на якій показує роботів (яких він назвав «Гаммердрони») і костюм, усередині якого знаходиться Джеймс Роудс, видаючи їх за власний винахід. У цей час Ванко дзвонить Старку, викликаючи того на бій. Старк погоджується, дивуючись, що Ванко живий. Коли Старк влітає в зал, бажаючи попередити Роудса про небезпеку, роботи й костюм за сигналом Ванко нападають і спрямовуються в погоню за Старком. Агенти компанії вирушають до нього, але той встигає втекти звідти у вдосконаленому костюмі з електричними батогами.
Агенту Наташі Романовій вдається перезавантажити костюм Роудса, і вдвох зі Старком він протистоїть роботам. Після цього прилітає Ванко, та зброя обох костюмів марна проти нього. Старк здогадується об'єднати реактивні промені на Ванко, для того, щоб знищити його. Тут виявляється, що всі роботи запрограмовані на самознищення. Залізна людина рятує Пеппер від вибуху.
Нік Ф'юрі вдруге приходить до Старка, тепер він пропонує приєднатися до команди Месників лише як консультанту. Наприкінці Тоні і Роудс вручають медалі «за винятковий внесок у забезпечення безпеки».

## Актори
| Актор                   | Роль                           |
| ----------------------- | ------------------------------ |
| Роберт Дауні (молодший) | Ентоні Старк / Залізна Людина  |
| Гвінет Пелтроу          | Вірджинія Паттс                |
| Міккі Рурк              | Іван Ванко / Батіг             |
| Дон Чідл                | Джеймс Роудс / Бойова машина   |
| Скарлетт Йоганссон      | Наталія Романова / Чорна Вдова |
| Сем Роквелл             | Джастін Хаммер                 |
| Джон Фавро              | Геппі Гоган                    |
| Джон Слеттері           | Говард Старк                   |

| Актор                | Роль                    |
| -------------------- | ----------------------- |
| Пол Беттані (голос)  | Д.Ж.А.Р.В.І.С.          |
| Гаррі Шендлінґ       | сенатор Штерн           |
| Олівія Манн          | репортерка Чесс Робертс |
| Євген Лазарев        | Антон Ванко             |
| Леслі Бібб           | Крістін Евенхарт        |
| Кларк Грегг          | Філ Колсон              |
| Семюел Лірой Джексон | Нік Ф'юрі               |
| Кейт Мара            | маршалл                 |

Крім того Девін Ренсон виконав роль Тоні Старка в дитинстві. Також з камео з'явилися: військова кореспондентка Крістіан Аманпур, політичний оглядач Білл О'Райлі, голова Oracle Corporation Ларрі Еллісон, мільярдер Ілон Маск та співзасновник Marvel Comics Стен Лі.

## Дубляж українською
Фільм дубльовано студією «Постмодерн» на замовлення компанії «B&H Film Distribution» у 2010 році.
- Режисер дубляжу: Ольга Фокіна[6]
- Переклад і укладка тексту: Олександр Чайка
- Звукорежисер: Олександр Козярук
- Менеджер проєкту: Ірина Туловська

Ролі дублювали:
- Тоні Старк / Залізна Людина — Олег Лепенець
- Вірджинія «Пеппер» Поттс — Ірина Ткаленко
- Джастін Гаммер — Олесь Гімбаржевський
- підполковник Джеймс «Роуді» Роудс — Дмитро Вікулов
- Іван Ванко / Батіг — Микола Боклан
- Наташа Романова / Чорна Вдова — Наталя-Романько Кисельова
- Нік Ф'юрі — Олександр Шевчук
- Хепі Хоґан — Євген Пашин
- Джарвіс — Олександр Печериця
- сенатор Штерн — Юрій Висоцький
- агент Філ Колсон — Андрій Самінін
- Крістін Еверхарт — Юлія Перенчук
- та інші.

## Створення фільму

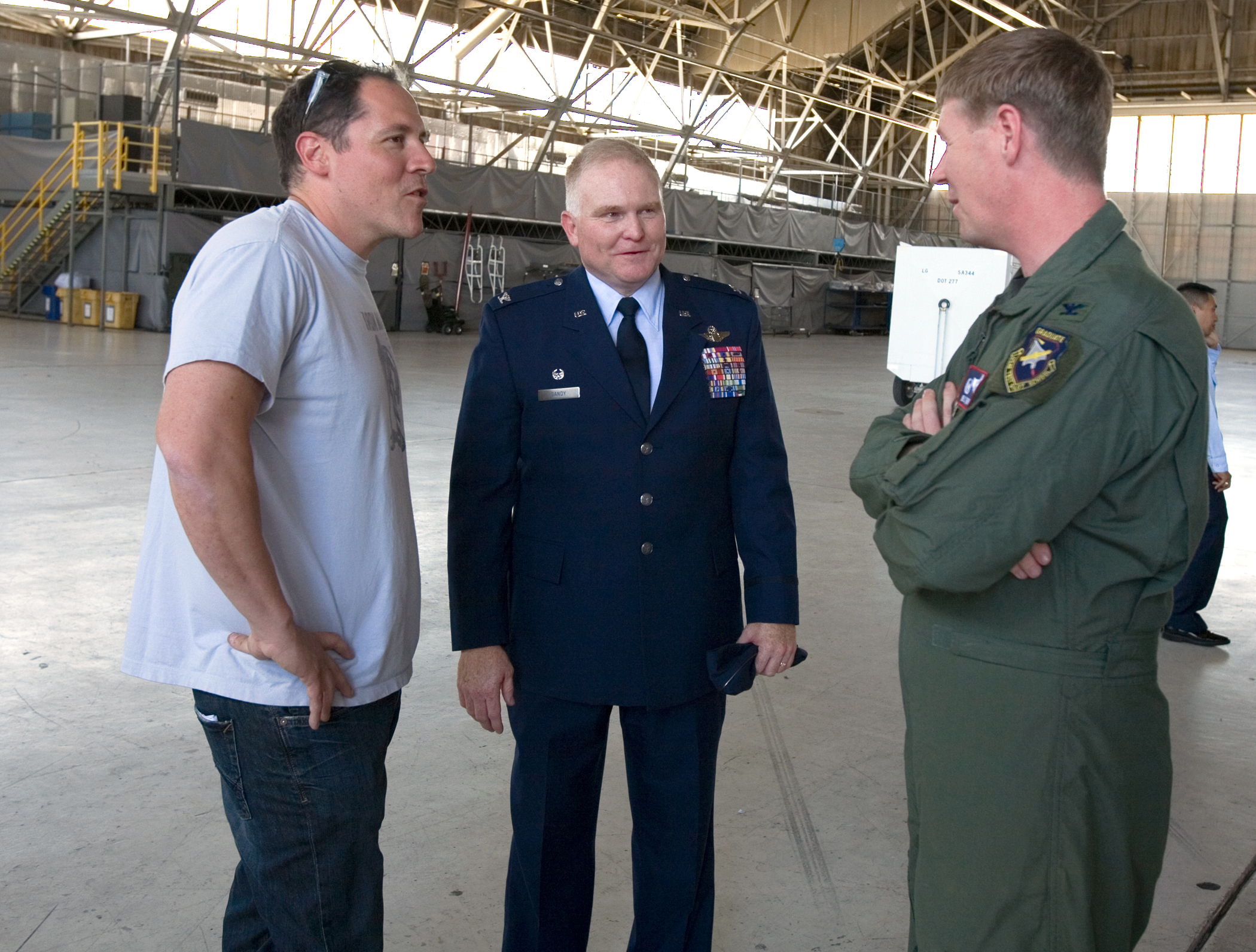
Джон Фавро на зустрічі зі службовцями повітряних сил. Авіабаза Едвардс

- У липні 2008 року сценаристом «Залізної людини 2» став актор Джастін Теру,[7] для якого це була лише друга робота на посаді сценариста. На сценарному фронті він вперше виступив тільки недавно, написавши у співпраці з Беном Стіллером «Солдат невдачі». Крім трьох десятків ролей і одного сценарію в творчій кар'єрі Теру фігурує також режисерський дебют «Присвята», що вийшов завдяки Weinstein Co. 2007 року. Теру і Фавро в різний час підтвердили, що головним ворогом Тоні Старка буде алкоголізм.
- 14 жовтня 2008 через певні розбіжності зі студією проєкт покинув Терренс Говард, на його місце був запрошений Дон Чідл.[8]
- 16 січня 2009 свій кастинг підтвердив Сем Роквелл.
- 26 лютого 2009 Семюел Л. Джексон, виконавець ролі Ніка Ф'юрі, підписав контракт на 9 фільмів.[9]
- 12 березня 2009 офіційно підтверджені Скарлетт Йоганссон і Міккі Рурк.

## Знімання
Знімання почалося 6 квітня 2009 року в масонському храмі в Пасадені (Лос-Анджелес). Фальшивою робочою назвою фільму була «Распутін». Знімання також проходило на авіабазі Едвардс і на гоночній трасі Гран-прі Монако. Група встигла все у відведений термін (71 знімальний день), завершивши роботу 20 липня 2009 року.
Продюсер фільму і президент Marvel Studios Кевін Фейдж розповів, що у певному сенсі знімати сиквел було легше. Майже вся команда першого фільму (зокрема, режисер Джон Фавро, а також виконавці головних ролей Роберт Дауні-молодший і Ґвінет Пелтров) повернулася в сиквел, і це дозволило з ходу розпочати роботу, оскільки всі на майданчику були вже знайомі один з одним. Скарлетт Йоганссон, Міккі Рурк, Сем Роквелл і особливо Дон Чідл (які знімались у «Залізній людині» вперше) теж швидко спрацювалися зі «старою» групою.
З іншого боку, були свої складності. Кевін додав:
|  | Сиквел важче знімати, оскільки від нього завжди чекають більшого. І ми дійсно хочемо перевершити перший фільм. Кожен день ми працювали на максимумі своїх можливостей — все заради того, щоб зробити продовження кращим від першої частини. |

## Цікаві факти
- Аль Пачіно розглядався на роль Джастіна Гаммера.
- Фенн Вонг і Чжан Цзиі розглядалися на роль Руміко Фуджікави.
- Емілі Блант мала зіграти Чорну Вдову, але їй довелося відмовитися від ролі через зайнятість на «Подорожах Гуллівера» (2010).
- Геннадій Тартаковський зробив розкадровки до екшн-сцен фільму.
- Роберт Дауні-молодший порекомендував Джастіна Теру Джону Фавро як сценариста фільму.
- Це перший сиквел, спродюсований студією Marvel Studios.
- Це перший сиквел Джона Фавро і як режисера, і як актора.
- Дон Чідл замінив Терренса Говарда в ролі Роуді, після погіршення відносин між Терренсом та студією Marvel Studios.
- Батіг (Міккі Рурк), як він зображений у фільмі, — поєднання двох лиходіїв Залізної людини — хлиста, що володіє спеціальним батогом, і Крімсон Динамо, який носить броню, що контролює електрику.
- Семюел Л. Джексон, з'явившись у першому фільмі в ролі Ніка Ф'юрі, перед початком знімання другої частини уклав унікальну операцію з Marvel Studio, відповідно до умов якої він з'явиться в дев'яти фільмах в образі Ніка.
- Скарлетт Йоганссон настільки сильно хотіла отримати роль Чорної Вдови, що пофарбувала волосся в рудий колір, ще до того, як її затвердили на роль.
- За словами Дона Чідл, він намагався зіграти Роуді по-своєму, проте, зрештою, більшу частину образу він скопіював у Терренса Говарда.
- Для ролі Чорної Вдови Скарлетт Йоганссон посилено тренувалася шість тижнів до початку знімання і продовжувала тренування протягом шестимісячного знімального періоду.
- Сем Роквелл, що зіграв Джастін Гаммера, розглядався на роль Тоні Старка в першій частині.
- У коміксі Джастін Гаммер — літня людина, проте для фільму його спеціально «омолодили», щоб він краще підходив на роль суперника Тоні Старка.[13]

## Кіноляпи
- Навіть через півроку після першого фільму в Росії все ще зима.
- У одному з епізодів фільму, коли Тоні врятував Пеппер від замінованого робота Джастіна Гаммера, він набрав настільки високу швидкість, при якій незахищена людина не виживає.

## Критика
У цей час фільм має сумарний рейтинг 76 % на сайті Rotten Tomatoes, базуючись на оцінках, виставлених у 54 відгуках, що дає середній рейтинг 6.4/10. Вебсайт Metacritic оцінив фільм у 61 бал з можливих 100, виходячи з нормалізованого рейтинга 6 оглядів.

## Касові збори
Фільм Залізна Людина 2 стартував у міжнародному прокаті номером 1 у середу, 28 квітня 2010 на шести європейських ринках, зібравши в цілому $2,2 мільйона з 960 копій. Високоочікуваний сиквел заробив вражаючі $100,2 мільйони за перші п'ять днів прокату з 6764 кінотеатрів на 53 іноземних ринках, що в розрахунку на один кінотеатр дає середній показник в $14814. Корпорація «IMAX» оголосила, що фільм зібрав $2,25 мільйона в 48 IMAX-кінотеатрах в усьому світі зі середнім показником в $46 875. У цей час це новий рекорд для 2D-кіно, що перевершує показники 2009 року фільму Трансформери: Помста занепалих ($2,1 мільйон).

## Відеоігри
- Компанія Gameloft випустила однойменну гру по фільму на мобільні телефони.[18]
- Компанія Sega анонсувала випуск гри на основі фільму до квітня 2010 року, з новою історією, написаною автором The Invincible Iron Man, Меттом Фрекшеном.[19]

## Саундтрек
19 квітня 2010 року вийшов саундтрек до фільму «Залізна Людина 2» режисера Джона Фавро, записаний австралійською групою AC/DC. Це збірник головних хітів AC/DC з 10 різних альбомів, що вийшли з 1975 по 2008 рік. 26 січня 2010 в ефіри телеканалів вийшов кліп на пісню «Shoot to Thrill» з ексклюзивними кадрами з «Залізної людини 2». Знімання живого концерту велося наприкінці 2009 року в Буенос-Айресі.